# لاله مردابی
لالهٔ مردابی یا لالهٔ تالابی (نام علمی: Nelumbo nucifera)، (به انگلیسی: Indian Lotus) نام یکی از گونه‌های سردهٔ ثعله‌باقلا است. یکی از اشتباهات رایج یکی دانستن این گیاه و نیلوفر آبی مصری یا همان نیلوفر آبی است که با توجه کردن به مرکز گل می‌توان به تفاوت این دو گیاه پی برد.
آغاز دوره گل‌دهی لاله آبی اواخر خرداد تا اوایل تیر و پایان دوره گل دهی اواخر تابستان است. لاله مردابی از گیاهان شناوری محسوب می‌شود که ریشهٔ آن در داخل آب قرار داشته و ساقه و برگ‌ها و گل در خارج از آب ولی در تماس با آن یعنی به شکل شناور در سطح آب مشاهده می‌شود.
لاله مردابی گل ملی کشور هند و ویتنام است.
این گل در ایران در تالاب انزلی می‌روید و به دلیل رشد این گیاه، تالاب انزلی را مرداب لاله نیز می‌نامند.